# Uenoidae
Uenoidae — родина волохокрильців підряду Integripalpia.

## Поширення
Основна територія поширення це Голарктика і Південно-східна Азія.

## Опис
Середнього розміру волохокрильці, крила мають розмах до 45 мм. Очі великі, що виступають. Вусики з нижньої сторони зубчасті, тонкі. Нижньощелепні полапки самиць складаються з 5 члеників (у самців — з трьох). Число шпор на передніх, середніх і задніх ногах рівне 1 (2), 2 (4) і 2 (4) відповідно. Личинки живуть на дні водойм з холодною і швидкою течією, переважно в гірських річках та струмків. Живлять водоростями, зішкрібаючи їх з твердих поверхонь. Будиночки-чохлики в вигляді трубки з піску, камінчиків і шовку.

## Систематика
2 підродини і близько 10 родів.
- Thremmatinae Martynov, 1935
  - Neophylax McLachlan, 1871
    - Neophylax relictus (Martynov, 1935)
    - Neophylax ussuriensis (Martynov, 1914)

  - Oligophlebodes Ulmer, 1905
  - Thremma McLachlan, 1876
- Uenoinae Iwata, 1927
  - Farula Milne, 1936
  - Neothremma Dodds & Hisaw, 1925
  - Sericostriata Wiggins, Weaver, & Unzicker, 1985
  - Uenoa Iwata, 1927